# غوون سانغ وو
كوون سانغ وو (هانغل: 권상우)، ولد في 5 أغسطس عام 1976 في دايجون، هو ممثل من كوريا الجنوبية). قبل أن يصبح ممثلاً، كان يعمل كعارض.
اشتهر كوون في البلاد الآسيوية من خلال فيلمه المعروف، صديقى معلم (2003)، ولكنها كانت شخصيته كتشا سونغ جو في الصعود إلى الجنة جنبا إلى جنب مع تشوي جي وو هي التي عززت شعبيته، وبخاصة في البلاد الآسيوية، وحيث أن الصعود إلى الجنة كان من بين الأعمال الأكثر شعبية في الدراما الكورية في المنطقة الآسيوية. وأيضاً دوره المشهور في كان ياما كان في المدرسة الثانوية، في السبعينات، وإلقاء الضوء على الطبيعة الاستبدادية للمجتمع الكوري في ذلك الوقت.
وفي عام 2004، تألق كوون في فيلم، الحب مقدس إلى حد بعيد، حيث قام بدور كاهن كاثوليكي. وفي حديث معه، ذكر كوون أن أمه كانت كاثوليكية، أنه تم تشجيعه من قبل أصدقاءه لتلقي المعمودية.
و نظراً لوسامته ولياقته البدنية، يعتبر كوون مثلاً أعلى بالنسبة لقدراته الحركية.

## أعماله

### مسلسلات تلفزيونية
- سلما لسماء [4]

- الحب السيء
- قصة حب حزينة
- ملكة الطموح
- الفريق الطبي الأفضل.
- اغراء (2014)
- ملكة الغموض
- ملكة الغموض الموسم 2
- حلق بعيدا[5]
- لماذا هي (دور الكاميو الحلقة 1)[6]
- نداء الستارة[7]
- شرطة نهر هان[8]

## وصلات خارجية
- غوون سانغ وو على موقع IMDb (الإنجليزية)
- غوون سانغ وو على موقع روتن توميتوز (الإنجليزية)
- غوون سانغ وو على موقع ألو سيني (الفرنسية)
- غوون سانغ وو على موقع أول موفي (الإنجليزية)
- غوون سانغ وو على موقع قاعدة بيانات الفيلم (الإنجليزية)
- غوون سانغ وو على موقع كينوبويسك (الروسية)

- الموقع الرسمي